# David Carlson (bankman)
Johan David Carlson, född 26 oktober 1852 i Gävle, död 12 februari 1936 i Stockholm, var en svensk bankman. 
Carlson blev student vid Uppsala universitet 1873, bokhållare vid Gefleborgs Enskilda Banks huvudkontor i Gävle samma år, kassör där 1875, kamrerare 1882 samt var ledamot av bankens centralstyrelse och verkställande direktör 1895–1911. Han blev ledamot av stadsfullmäktige 1893, av drätselkammaren 1897 och av skolstyrelsen samma år.